# Юсуфа Яфа
Юсуфа Яфа (на английски: Yusupha Yaffa) е гамбийски футболист, който играе на поста централен нападател.

## Кариера
Като юноша Яфа се присъединява към академията на Милан, където бива обвинен, че лъже за възрастта си и даден под съд. Преди втората половина на сезон 2014/15 Юсуфа се присъединява към юношеската академия на Айнтрахт (Франкфурт), където пък е обвинен в изнасилване. През 2015 г. подписва с германския петодивизионен Дуисбург II.
Преди втората половина на сезон 2021/22 Яфа се присъединява към българския първодивизионен Царско село, след изкаран пробен период в полския Корона (Келце). Дебютира на 25 февруари при загубата с 1:0 като гост на Локомотив (Пловдив).